# Agzou
Agzou (en russe : Агзу́), est un petit village du kraï du Primorié en Russie. Se situant dans le raïon de Terneï, il est la localité la plus septentrionale du kraï, avec une population de 149 habitants en 2020. Il est un des derniers lieux d'habitat de l'ethnie des Oudihés, ethnie qui avait moins de 2000 personnes à travers le pays en 2002.

## Géographie

### Situation
La localité est située dans le kraï du Primorié, un sujet de l'Extrême-Orient de la Russie, jouxtant la Mandchourie chinoise. Le village se trouve dans le district fédéral Extrême-Oriental, à 708 km de Vladivostok, la capitale du kraï et du district, ainsi qu'à 6 377 km de la capitale du pays Moscou. De par sa situation, Agzou est la localité la plus septentrionale du kraï du Primorié.
Agzou est l'une des onze localités du raïon de Terneï, le raïon le plus au nord du kraï. Son centre administratif est la commune urbaine de Terneï, à 314 km au sud-ouest. Le village le plus proche est Samarga, à 48 km au sud-est.
Le village se situe dans la vallée de la Samarga (ru), sur sa rive gauche, un fleuve côtier long de 218 kilomètres qui naît dans la crête du Sikhote-Aline, pour se jeter au niveau du village de Samarga dans la mer du Japon, plus précisément du détroit de Tatarie. Le village est entouré par des montagnes de la cordillère du Sikhote-Aline, qui longe le littoral depuis l'Amour au nord jusqu'au golfe de Pierre-le-Grand au sud.
Sa position, au milieu de la taïga, rend le village très enclavée. Vu du ciel, le village ressemble à un A.

### Climat
Le climat est fortement continental. En raison de son climat, le village est assimilé tout comme le raïon à la région du Nord. Le mois le plus chaud de l'année est juillet avec une température moyenne de 17,9 °C tandis que le mois le plus froid est janvier avec une température moyenne de −19,3 °C. Les précipitations varient beaucoup en fonction de la période de l'année : les pluies les plus intenses ont lieu en août (74,5 mm) ; à l'opposé, il ne tombe que 11,5 mm en janvier.
- Température record la plus froide : −42,2 °C
- Température record la plus chaude : 39,8 °C
- Nombre moyen de jours de pluie dans l'année : 63,6

| Mois                                | jan.  | fév.  | mars  | avril | mai  | juin | jui. | août | sep. | oct.  | nov.  | déc.  | année |
| ----------------------------------- | ----- | ----- | ----- | ----- | ---- | ---- | ---- | ---- | ---- | ----- | ----- | ----- | ----- |
| Température minimale moyenne (°C)   | −27,7 | −24,6 | −16,2 | −4,9  | 0,8  | 6,6  | 11,6 | 11,5 | 4,1  | −4,3  | −15,1 | −25   | −6,8  |
| Température moyenne (°C)            | −19,3 | −14,8 | −6,5  | 2,6   | 8,9  | 14,1 | 17,9 | 17,7 | 11,6 | 3,3   | −7,6  | −17,4 | 1     |
| Température maximale moyenne (°C)   | −11,1 | −5,9  | 1,3   | 9,9   | 17   | 21,8 | 25   | 24,7 | 19,4 | 11    | −0,8  | −9,9  | 8,7   |
| Record de froid (°C)                | −42,2 | −39   | −32,8 | −19   | −10  | −4   | −1   | −1,7 | −13  | −21,1 | −30   | −38   | −39   |
| Record de chaleur (°C)              | 2,8   | 10,1  | 19,4  | 28,8  | 35,5 | 39,8 | 38   | 38   | 32,8 | 28,9  | 15,3  | 5,4   | 39,8  |
| Précipitations (mm)                 | 11,5  | 11,9  | 20,3  | 27,1  | 46,2 | 51,1 | 57,5 | 74,5 | 58,2 | 40    | 21,4  | 14    | 433,8 |
| Nombre de jours avec précipitations | 3,2   | 3     | 4,8   | 5,9   | 8    | 7,2  | 7,3  | 7,5  | 6,7  | 4,3   | 3     | 2,9   | 63,6  |

| Diagramme climatique                                  |               |              |             |           |             |            |              |             |          |               |           |
| J                                                     | F             | M            | A           | M         | J           | J          | A            | S           | O        | N             | D         |
| −11,1−27,711,5                                        | −5,9−24,611,9 | 1,3−16,220,3 | 9,9−4,927,1 | 170,846,2 | 21,86,651,1 | 2511,657,5 | 24,711,574,5 | 19,44,158,2 | 11−4,340 | −0,8−15,121,4 | −9,9−2514 |
| Moyennes : • Temp. maxi et mini °C • Précipitation mm |               |              |             |           |             |            |              |             |          |               |           |

## Histoire
Le village national des Oudihés d'Agzou fut fondé en 1895, englobant l'ensemble de la vallée de la Samarga. Le village, selon la version la plus courante, tient son nom de son lieu, qui serait le lieu du diable, puisque nom dérive du mot Oudihé « Ogzo » (en cyrillique : Огзо), qui signifie « Diable ».
Ce nom en lien avec le diable viendrait de ce qui s'est passé au début du XIXe siècle, lorsque des marchands chinois amenèrent la variole dans ces endroits reculés du Sikhote-Aline, faisant de nombreuses victimes. Lorsque longtemps plus tard le village fut fondé, des ossements humaines furent retrouvés le long de la rivière, reliques de l'épidémie mortelle.
En 1927, un pensionnat fut ouvert dans le village, et en 1932 le selsoviet indigène de Samarga est devenue le selsoviet des Oudihés. Une ferme collective fut formée dans le village.
En 1934, Agzou fut fondé à la place du village national, avec un emplacement précis, et les Oudihés de la zone furent invités par les autorités à se sédentariser dans le village. Quatre ans plus tard, une école fut ouverte, et la même année la ferme collective de pêche nommée Stakhanovets fut créée.
Une station hydrométéorologique commença à être construite en 1940, et fut achevée l'année suivante.
En 1941, un sentier pédestre fut créé depuis le village de Vosnessenskoïe (ru) sur l'Amour dans le kraï de Khabarovsk jusqu'au village, traversant la crête du Sikhote-Aline.
En 1962, la ferme collective fut incluse dans la ferme d'État de Terneï, qui englobait le raïon de Terneï.
Avant la perestroïka et la chute de l'Union soviétique, un aérodrome, un bureau de poste et un club étaient en construction, mais ils ne furent jamais achevés.
Depuis les années 2000, une entreprise d'exploitation forestière fonctionne dans le village.
De 2004 à 2020, le village formait une municipalité, l'établissement rural des Oudihés (ru),.

## Population et société
Recensements (*) et estimations de la population,:
| 2002 * | 2010* | 2012 | 2013 |
| ------ | ----- | ---- | ---- |
| 190    | 182   | 177  | 177  |

| 2014 | 2015 | 2016 | 2017 |
| ---- | ---- | ---- | ---- |
| 172  | 173  | 170  | 161  |

| 2018 | 2019 | 2020 | - |
| ---- | ---- | ---- | - |
| 161  | 153  | 149  | - |

En 2002, sur les 190 habitants, il y avait 65 % d'Oudihés et 34 % de Russes. C'est un des derniers lieux de population de l'ethnie des Oudihés.
Le village subit l'exode rural, les jeunes partant vers les villes. En parallèle, l'ivresse est importante, et il n'y a plus de police dans le village.
L'absentéisme à l'école est fréquent, les parents amenant leurs enfants à la chasse.

## Économie, culture et transports
L'économie du village est faible, se concentrant principalement sur l'exploitation forestière et la sylviculture. Agzou possède une petite centrale électrique diesel ainsi qu'une antenne pour les communications. La chasse est toujours pratiquée dans le village. Il y a un poste médical, bien que très peu subventionné. Une école secondaire se situe dans le village.
Ces dernières années, un club fut ouvert dans le village, et il y a un terrain de volley-ball.
Depuis 1980, le village possède un petit centre culturel dédié aux Oudihés, avec des sculpteurs sur bois, des artisans qui fabriquent des objets artisanaux à partir d'écorce de bouleau et cousent des chaussures, des brodeurs qualifiés, et autres artisans traditionnels.
En termes de transport, le village est difficile d'accès, étant donné qu'il est possible de s'y rendre soit en hélicoptère (Mi-8) une fois par semaine depuis Terneï ou soit en bateau sur la rivière Samarga. Il y a aussi une piste forestière vers Samarga, praticable par seulement des véhicules robustes. Au cap Adimi, au nord de Samarga, se trouve un terminal pour les bateaux, principalement destiné au fret mais aussi pour les passagers, avec des bateaux plusieurs fois par mois. Une piste relie ce cap à Samarga. En hiver, la Samarga se transforme en route d'hiver, permettant un meilleur accès.
À l'époque soviétique , il était prévu de construire une route entre Agzou et Peretychikha , mais après l'effondrement de l'URSS, ces plans ont été reportés pour une durée indéterminée.
Malgré la quasi absence de routes, le village est très motorisé, la plupart possédant des Jeep pour aller en forêt.
Il y a six rues dans le village, portant chacune le nom d'un habitant ayant contribué au développement du village.

### Articles
: document utilisé comme source pour la rédaction de cet article.
- (ru) Constantine Lykov, « Таежный остров » [« Île de la taïga »], narodru.ru,‎ 21 octobre 2004 (lire en ligne).
- (ru) « Национальное удэгейское село Агзу : Самый северный населенный пункт самого южного края России » [« Le village national Oudihé d'Agzou. - La colonie la plus septentrionale de la région la plus méridionale de la Russie »], geo.1sept.ru,‎ date inconnue (lire en ligne).
- (ru) Елена СУШКО (Chef du département historique du Musée d'état du Primorié V.K. Arseniev.), « Селение Агзу из страны Удэхе » [« Le village d'Agzou du pays des Oudihés »], slovoart.ru,‎ 2003 (lire en ligne)
- (ru) « "Солёдэ, большая земля!" - удэгейцы села Агзу привыкли к изолированности » [« "Soliode, grand terrain !" - Les villageois Oudihés d'Agzou sont habitués à l'isolement »], primamedia.ru,‎ 6 février 2016 (lire en ligne).